# Antonivka, Iampil
Antonivka (în ucraineană Антонівка) este localitatea de reședință a comunei Antonivka din raionul Iampil, regiunea Sumî, Ucraina.

## Demografie
Componența lingvistică a localității Antonivka
     Rusă (50,56%)
     Ucraineană (49,15%)
Conform recensământului din 2001, majoritatea populației localității Antonivka era vorbitoare de rusă (50,56%), existând în minoritate și vorbitori de ucraineană (49,15%).